# 杰坝乡
杰坝乡，是中华人民共和国江西省赣州市崇义县下辖的一个乡镇级行政单位。

## 行政区划
杰坝乡下辖以下地区：
黄沙村、中洞村、长潭村、石皮村和黄金村。